# Kim Tok-hun
Kim Tok-hun (em coreano 김덕훈; nascido em 1961) foi primeiro-ministro da Coreia do Norte entre agosto de 2020 e dezembro de 2024. Ele também é membro titular do Politburo do Partido dos Trabalhadores da Coreia e atuou como chefe do comitê parlamentar de orçamento. Anteriormente, foi delegado para a cooperação entre a RPDC e a Coreia do Sul, antes de ser nomeado vice-primeiro-ministro pela Assembleia Popular Suprema.
Em maio de 2016, foi eleito para integrar o Comitê Central do Partido dos Trabalhadores da Coreia, durante o 7º Congresso daquele partido.
Em 11 de abril de 2019, passou a integrar o Politburo do partido, como membro suplente., sendo promovido, no dia 31 de dezembro, à condição de integrante titular e, concomitantemente, passou a exercer o cargo de vice-presidente do partido
Ele possivelmente ganhou a aprovação de Kim Jong-un ao descobrir um escândalo de corrupção, que envolvia instalações de treinamento de quadros partidários em fevereiro do ano seguinte.
Em abril de 2020, foi nomeado como presidente do Comitê de Orçamento da Assembleia Popular Suprema.
Em 13 de agosto, após o alastramento do COVID-19 na Coreia do Norte e as enchentes que atingiram a parte sul do país, foi nomeado como primeiro-ministro por Kim Jong-un, passando, também a integrar o Presidium do Politburo do Partido dos Trabalhadores da Coreia. Desse modo, sucedeu a Kim Jae-ryong, que foi visto como um líder fraco, pois resistiu apenas 16 meses no posto de premiê, tendo sido o primeiro-ministro norte-coreano que permaneceu por menos tempo nesse cargo.
Logo nos primeiros meses de sua gestão foi lançada a "Batalha de 80 Dias", uma campanha nacional para tentar reaquecer a quase isolada economia norte-coreana, que foi fortemente afetada pela pandemia de COVID-19 e pelas inundações. A campanha consiste em exigir dos cidadãos um esforço extraordinário no trabalho, como horas extra e novas tarefas laborais. A Batalha de 80 dias foi lançada em outubro de 2020, meses antes de um congresso extraordinário do Partido dos Trabalhadores, que se realizará em janeiro.